# Ivan Sašov
Ivan Sašov Savov (bulharsky Иван Сашов Савов, * 23. dubna 1987 Mokreš, Bulharsko) je bulharský herec a kaskadér.
Idolem se pro něj stal Russell Crowe a Jean-Claude van Damme, kvůli kterým se dal na cestu bojových umění. Během pár let se stal špičkovým zápasníkem a díky tomu ho oslovili filmaři.

## Filmografie
- Sofia (2011)
- L'enfant prodige (2010)
- Goodbye, Mama (2010)
- Voice Over (2010)
- The Hills Run Red (2009)
- Universal Soldier (2009)
- Heroes and Villains (2008)